# Wehrkirche Ichstedt

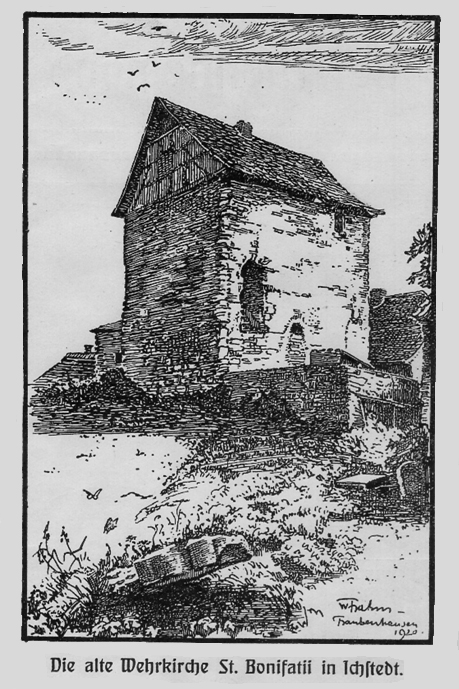
Zeichnung der Wehrkirche Ichstedt, um 1920

Die Wehrkirche Ichstedt, auch „Alter Turm“ genannt, ist eine in der zweiten Hälfte des 12. Jahrhunderts errichtete Wehrkirche in Ichstedt und gilt als eine der ältesten Wehrkirchen Thüringens. Sie wurde als Ersatz für eine baufällig gewordene hölzerne Kirche erbaut, die sich an der gleichen Stelle befand. Die Pfarrfunktion der Kirche endete bereits im 15. Jahrhundert und die Wehrkirche wurde durch die Vorgängerkirche der St.-Wigberti-Kirche im Zentrum Ichstedts, die 1436 erstmals erwähnt wurde, ersetzt. 1717 wurde die St.-Wigberti-Kirche in der heutigen Form erbaut. Ab dem 15. Jahrhundert wurde die Wehrkirche bzw. der alte Turm als Armenhaus und teilweise als Leichenhalle genutzt.

## Besonderheit
Die romanische Wehrkirche ist für das mitteldeutsche Gebiet eher untypisch und gleicht in ihrer Architektur Wehrkirchen im mittleren Rheingebiet und im heutigen Rumänien. Die Kirche hatte bei der Errichtung drei Öffnungen im Erdgeschoss und ist damit als ehemalige Kirche, die in ihrer ursprünglichen Form weitestgehend erhalten ist, einmalig. Die frühere Funktion als Wehrkirche ist dadurch eher unwahrscheinlich und sie könnte durch ihren Charakter auch eine Wallfahrtskirche gewesen sein.

## Architektur
Die Kirche wurde aus Rotsandstein aus den Steinbrüchen des Kyffhäuser-Gebirges erbaut. Mit dem festungsartigen Aufbau diente sie neben der Funktion als Gotteshaus auch als Zufluchtsort der Bevölkerung bei kriegerischen Bedrohungen. Das Kirchenschiff ist massiv ausgeführt und wird von einem Tonnengewölbe überspannt. Im oberen Teil der Kirche diente ein Festungsraum als Zufluchts- und Verteidigungsraum, aber auch zur Aufbewahrung wertvoller Kirchengüter.

## Geographische Lage
Die Wehrkirche befindet sich am östlichen Ausläufer des Kyffhäuser-Gebirges in der Gemeinde Ichstedt. Das Baudenkmal steht auf dem Hügel des heutigen Oberdorfes von Ichstedt. Es wurde einst auf dem terrassenförmig zum Dorfrand hin abgestuften Hügel errichtet.

## Verfall und Wiederaufbau

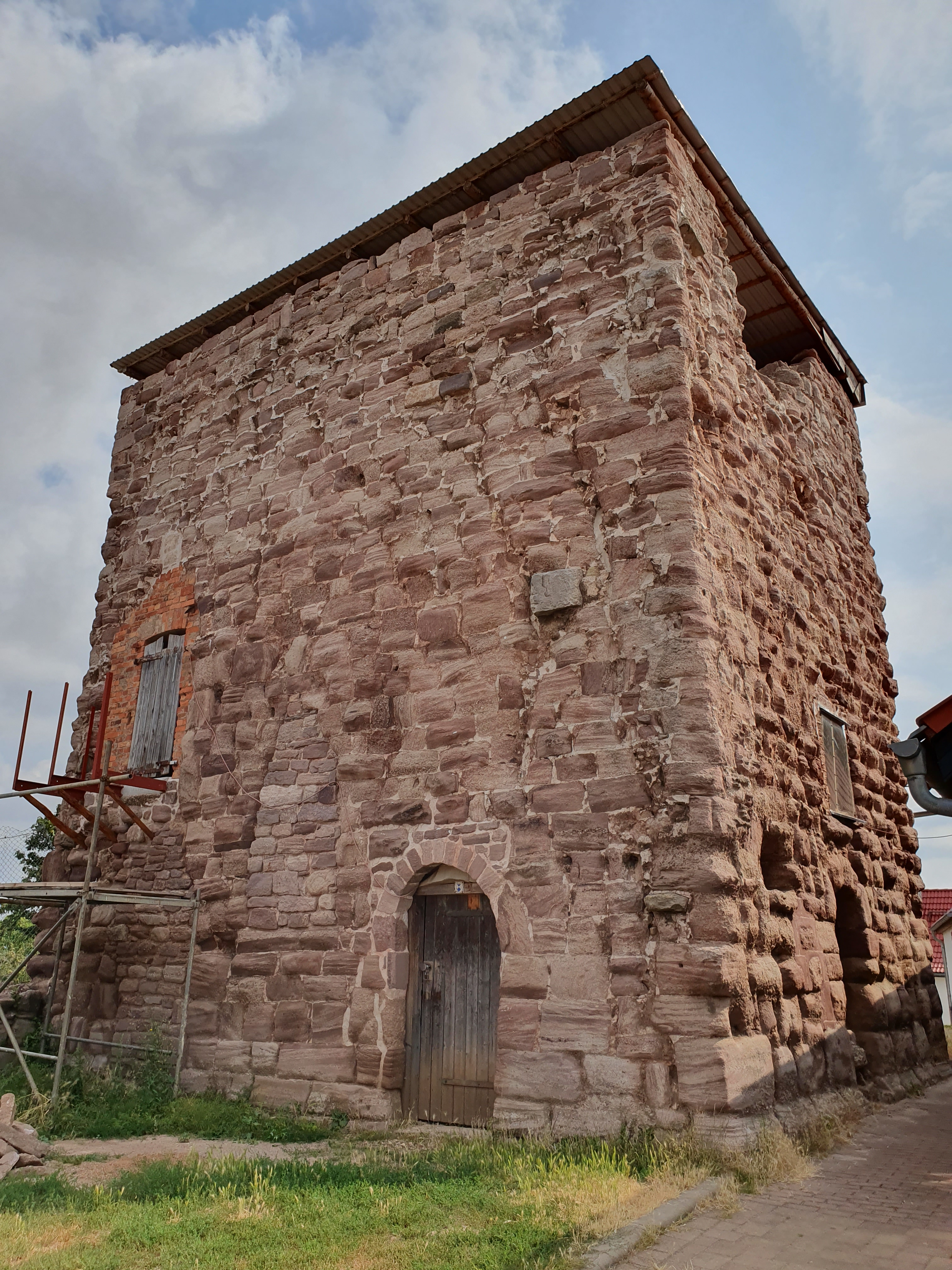
Zustand 2019

Nach dem Zweiten Weltkrieg war das Baudenkmal durch die Demontage des Fachwerkgiebels mit dem hölzernen Dachwerk der Verwitterung und dem Zerfall ausgesetzt.
Seit 2012 setzt sich der Ländliche Traditionsverein Ichstedt e. V. für den Schutz des Baudenkmals vor weiterem Verfall und den Wiederaufbau der Wehrkirche ein. Seit 23. Dezember 2013 ist der Chorraum durch ein neues Dach geschützt.

## Sonstiges
Die Wehrkirche kann nach Absprache mit dem  Ländlichen Traditionsverein Ichstedt besichtigt werden.